# Marius Bodochi
Marius Bodochi (n. 6 septembrie 1959, Cluj) este un actor din România.

## Biografie
A absolvit Institutul de Teatru din Târgu Mureș, clasa profesorului Constantin Codrescu, promoția 1982. Între 1991 și 2000 a fost profesor de an, lector universitar la Universitatea "Babeș Bolyai" Cluj, Facultatea de Litere, Catedra de Teatru.
Debutează în 1982, ultimul an de studenție, pe scena Teatrului Național din Cluj Napoca, cu rolul Cristopher Flanders din "Trenul nu mai oprește aici" de Tennessee Williams. Joacă pe scena Teatrului Național "I.L.Caragiale" din București din 2004. A făcut creații memorabile în rolurile Constantin din "Săptămâna luminată"- regia Mihai Măniuțiu la Teatrul Național Cluj, Dionyssos din "Bacantele"- regia Mihai Măniuțiu la Teatrul Național București (1997), Bolinbroke din "Richard II"- regia Mihai Măniuțiu la Teatrul Național București, Oberon din "Visul unei nopți de vară"- regia Victor Ioan Frunză la Teatrul Național Cluj, Regele din "Regele moare"- regia Victor Ioan Frunză la Theatrum Mundi(2002), Antonio Salieri din "Amadeus" - regia Marcel Top la Opera Națională București(2010).
"Marius Bodochi este unul dintre puținii, rarii actori care au forța să exprime cu atâta eleganță un astfel de personaj (Antonio Salieri din "Amadeus" de Peter Shaffer, regia Marcel Top). Aș spune despre Marius Bodochi că este un artist, un creator al imaginii din toate unghiurile ei, psihologic, până la identificare fizică, prin puterea de expresie, prin nuanțele subtile pe care numai un mare artist le sesizează la un personaj de factura lui Salieri." (Curentul Internațional New York) 1

## Filmografie
- Dublaj de voce la filmul  Pisicile aristocrate  (1970), în rolul lui Thomas O' Malley, vocea în original aparținându-i lui Phil Harris
- Vis de ianuarie (1979)
- O zi la București (1987)
- Craii de Curtea Veche (1996)
- Dracula the Impaler - Vlad Nemuritorul (2002)
- A Hídember (2002)
- Tandrețea lăcustelor (2002)
- 3 păzește (2003)
- Femeia visurilor (2005)
- Vocea inimii (2006) - Gelu Popovici
- Un acoperiș deasupra capului (2006)
- Iszka utazása - Călătoria Iszkai (2007)
- Clanul Sprânceană (2007) - Toni Sprânceană
- Narcisa sălbatică (2010) - Laurențiu
- Bibliothèque Pascal (2010)
- Apostolul Bologa (2018) -  pretorul
- Capra cu trei iezi (2022) - Lupul

## Roluri în teatru
- Antonio Salieri- „Amadeus", adaptare după Peter Shaffer, regia Marcel Top, Opera Română București, 2010
- Tommaso- „Patimile Sfântului Tommaso d`Aquino” după Alex Mihai Stoenescu, regia Grigore Gonța,Teatrul Național București, 2005
- Doctor Jindrich Foustka- „Ispita” de Vaclav Havel, Teatrul Național București, regia Mihai Manolescu, 2002
- Jihei- „Amanții însângerați” de Chikamatsu Monzaemon, regia Alexandru Tocilescu,Teatrul Național București, 2000
- Alfredo- „Regina mamă” de Manlio Santanelli,Teatrul Național București, regia Gelu Colceag, 2005
- Dionysos- „Bacantele” după Euripide, regia Mihai Măniuțiu,Teatrul Național București, 1997
- Henri Bolinbroke- „Richard al II-lea” de William Shakespeare,Teatrul Național București, regia Mihai Măniuțiu, 1997
- Cadavrul- „Regele și Cadavrul” de Vlad Zografi, regia Andreea Vulpe,Teatrul Național București, 1998
- Hans- „Ondine” de Jean Giraudoux, regia Horea Popescu,Teatrul Național București, 1997
- Regele- „Regele moare” de Eugene Ionesco, regia Victor Ioan Frunză, Theatrum Mundi
- Beranger- „Pietonul și furia” de Eugene Ionesco, regia Alexander Hausvater, Theatrum Mundi
- Christopher Flanders– „Trenul nu mai oprește aici” de Tennessee Williams,Teatrul Național Cluj, 1982 ( Debut)
- Antipholus- „Comedia erorilor” de William Shakespeare, regia Borna Baletic (Croația),Teatrul Național Cluj
- Henri II- „Beckett” de Jean Anouilh, regia Victor Ioan Frunză,Teatrul Național Cluj
- Ispititorul Reginald- „Omor în catedrală” de Thomas Stearns Eliot, regia Mihai Măniuțiu,Teatrul Național Cluj
- Regele- „Escurial” de Michel de Ghelderode, regia Dorel Vișan,Teatrul Național Cluj
- Coriolan- „Coriolan” de William Shakespeare, regia Cristian Teodor Popescu,Teatrul Național Cluj
- Juan- „D. J. 38”, regia Jean Dusessois (Franța),Teatrul Național Cluj
- Muribundul- „Săptămâna luminată” de Mihai Săulescu, regia Mihai Măniuțiu,Teatrul Național Cluj
- Avram Iancu- „Avram Iancu” de Lucian Blaga, regia Horea Popescu,Teatrul Național Cluj
- Cleonte- „Burghezul gentilom” de J.B.P. Molière, regia Mihai Măniuțiu,Teatrul Național Cluj
- Abram- „Roata în patru colțuri” de Valentin Kataev, regia Dorel Vișan,Teatrul Național Cluj
- Hemon- „Antigona” de Sofocle, regia Elemer Kincszes,Teatrul Național Cluj
- Căpitanul- „Execuția se repetă” de Mircea Vaida, regia Aureliu Manea,Teatrul Național Cluj
- El- „Nu sunt Turnul Eiffel” de Ecaterina Oproiu, regia Andrei Mihalache,Teatrul Național Cluj
- Cassio- „Othello” de William Shakespeare, regia Dan Alexandrescu,Teatrul Național Cluj
- Heracle- „Alcesta” de Euripide, regia Mihai Măniuțiu,Teatrul Național Cluj
- Bobby- „Camera de hotel”, regia Victor Tudor Popa, Teatrul de Nord Satu Mare
- Marat- "Persecutarea și asasinarea lui Jean Paul Marat" de Peter Weiss, regia Victor Ioan Frunză, Teatrul Național Cluj, 1991
- Umberto- "Divorț în stil italian" de Eduardo de Filippo, regia Dorel Vișan, Teatrul Național Cluj, 1991
- Judecătorul- "Transfer de personalitate" de Dumitru Solomon, regia: Victor Ioan Frunză, Teatrul Național Cluj, 1990
- Omul cu cercel în ureche- "Tulburarea apelor" de Lucian Blaga, regia Mihai Măniuțiu, Teatrul Național Cluj, 1992

## Roluri în televiziune
- Inspector O.P.C. - Mondenii, 2012
- Kemp- "Vigil" de Morris Panych, regia Marcel Top, Teatrul Național de Televiziune, 2010
- Tony Sprânceană – „Clanul Sprânceană”, serial Antena 1, 2007
- Gelu Popovici - „Vocea inimii”, serial Antena 1, 2006
- Necunoscutul - „Martorii”, regia Dan Pița
- Adam - „239 P. U.”, regia C. Lăzărescu
- Teodor Teia Krai – „Profesionistul”, regia Horea Popescu
- Virgil - „Vacanță la munte”, regia Olimpia Arghir
- Manole - „Meșterul Manole”, regia Olimpia Arghir
- Regele - „Escurial”, regia Olimpia Arghir
- Popa - „Tulburarea apelor”, regia Victor Ioan Frunză

## Emisiuni TV
- "Gaz pe Folk", TVR 2, 2008
- "Revolta clasicilor", TVR Cultural, 2004 - 2008
- "Miss Plaja", TVR 2, 2005
- "Honoris Causa", TVR Cultural, 2003 - 2004
- "Zodia Kitsch", TVR Cultural, 2002 - 2003
- "Povesti de iubire", Prima TV, 1999 - 2000

## Premii
- Cetățean de onoare al municipiului Cluj-Napoca, titlu acordat în mai 2008
- Medalia Meritul Cultural clasa I, Categoria D - „Arta Spectacolului” (7 februarie 2004), „în semn de apreciere a întregii activități și pentru dăruirea și talentul interpretativ pus în slujba artei scenice și a spectacolului”.[3]
- Premiul Galei Tânărului Actor, Costinești, 1985 și 1986
- Premiul Asociației Umoriștilor din România la Gala Recitalurilor Dramatice, Bacău, 1991
- Premiul pentru cel mai bun actor, Fundația Silvia Popovici, 1998
- Premiul pentru cea mai bună interpretare masculină la Festivalul Dramaturgiei Românești, Timișoara pentru rolul din „Regele moare” de Eugen Ionesco, 2000
- Nominalizare la UNITER, secțiunea „Cel mai bun actor”, pentru rolul Beranger I, Regele din piesa „Regele moare”, Theatrum Mundi București, 2003